# CURL
cURL (англ. client URL или Curl URL Request Library)— (распространяемая по лицензии MIT) кроссплатформенная служебная программа командной строки, позволяющая взаимодействовать с множеством различных серверов по множеству различных протоколов с синтаксисом URL.
Оригинальным автором является Даниэль Стенберг. Общее число разработчиков — 6.
С приходом обновления Redstone 4 «April 2018 Update» (версия 1803) для Windows 10 программа cURL была включена в состав этой операционной системы.

## Возможности
Программа cURL может автоматизировать передачу файлов или последовательность таких операций. Например, это хорошее средство для моделирования действий пользователя в веб-обозревателе.
Программа поддерживает протоколы: FTP, FTPS, HTTP, HTTPS, TFTP, SCP, SFTP, Telnet, DICT, LDAP, а также POP3, IMAP и SMTP. Также cURL поддерживает сертификаты HTTPS, методы HTTP POST, HTTP PUT, загрузку на FTP, загрузку через формы HTTP.
Поддерживаемые методы аутентификации: базовая, дайджест, NTLM и Negotiate для HTTP, а также Kerberos для FTP.
Возможно возобновление передачи файла с места обрыва (при поддержке протоколом), туннелирование через HTTP-прокси, поддержка HTTP-Cookie.
cURL — это не офлайн-браузер типа HTTrack и он не может целиком загрузить содержимое сайта.

## Библиотека Libcurl
Libcurl — это библиотека API для передачи, которую разработчики могут встроить в свои программы; cURL действует как автономная обёртка для библиотеки libcurl. libcurl используется, чтобы обеспечить возможность передачи файлов (адресуемых с помощью URL) многочисленным приложениям (как открытым, так и коммерческим).
Для Libcurl имеются модули интеграции (bindings, привязки) для работы с более чем 30 языками программирования.